# Rio Zgłowiączka
O rio Zgłowiączka em Włocławek (Słodowo)
O rio Zgłowiączka é um rio da Polónia, afluente do rio Vístula pela sua margem esquerda, e com comprimento de 79 km. A área da sua bacia é de 1495,6 km2. O início do curso da água é no Canal Głuszyński, e as fontes estão ao redor da aldeia de Płowce. O rio Zgłowiączka passa pelo Lago de Głuszyn e desagua no Vístula em Włocławek. Os afluentes mais importantes de Zgłowiączka são o Chodeczka e o Lubienka (pela margem direita) e o Canal Bachorze (pela margem esquerda).
A montante de Lubraniec a água tem a classe IV de limpeza, e a jusante de Brześć Kujawski tem classe V (dados de 2007/2008).